# Velika nagrada Španije
Velika nagrada Španije (špansko Gran Premio de España) je dirka za Svetovno prvenstvo Formule 1, ki jo trenutno gosti dirkališče Circuit de Catalunya pri Barceloni.
Prva Velika nagrada Španije je bila organizirana že leta 1913 na 30 km dolgem dirkališču Guadarrama blizu Madrida. Po letu 1935 zaradi finančnih težav dirka ni bila prirejena vse do leta 1951, ko je gostila svojo prvo dirko za svetovno prvenstvo Formule 1. Toda nato le še v sezoni 1954 vse do sezone 1976 odkar vsakoletno gosti dirke Formule 1.
Najuspešnejša dirkača v zgodovini dirke sta Michael Schumacher in Lewis Hamilton s po šestimi zmagami, med konstruktorji pa Ferrari z dvanajstimi.

## Zmagovalci
Roza ozadje označuje dirke, ki niso štele za prvenstvo Formule 1, rumeno pa so bile del Evropskega avtomobilističnega prvenstva

### Večkratni zmagovalci

#### Dirkači
| Št. zmag | Dirkač             | Sezone                             |
| -------- | ------------------ | ---------------------------------- |
| 6        | Michael Schumacher | 1995, 1996, 2001, 2002, 2003, 2004 |
| 6        | Lewis Hamilton     | 2014, 2017, 2018, 2019, 2020, 2021 |
| 4        | Max Verstappen     | 2016, 2022, 2023, 2024             |
| 3        | Louis Chiron       | 1928, 1929, 1933                   |
| 3        | Jackie Stewart     | 1969, 1970, 1971                   |
| 3        | Nigel Mansell      | 1987, 1991, 1992                   |
| 3        | Alain Prost        | 1988, 1990, 1993                   |
| 3        | Mika Häkkinen      | 1998, 1999, 2000                   |
| 2        | Emerson Fittipaldi | 1972, 1973                         |
| 2        | Mario Andretti     | 1977, 1978                         |
| 2        | Ayrton Senna       | 1986, 1989                         |
| 2        | Kimi Räikkönen     | 2005, 2008                         |
| 2        | Fernando Alonso    | 2006, 2013                         |

#### Moštva
| Št. zmag | Konstruktor   | Sezone                                                                 |
| -------- | ------------- | ---------------------------------------------------------------------- |
| 12       | Ferrari       | 1954, 1974, 1981, 1990, 1996, 2001, 2002, 2003, 2004, 2007, 2008, 2013 |
| 9        | Mercedes-Benz | 1934, 1935, 2014, 2015, 2017, 2018, 2019, 2020, 2021                   |
| 9        | McLaren       | 1975, 1976, 1988, 1989, 1998, 1999, 2000, 2005, 2025                   |
| 8        | Williams      | 1980, 1987, 1991, 1992, 1993, 1994, 1997, 2012                         |
| 7        | Lotus         | 1967, 1968, 1972, 1973, 1977, 1978, 1986                               |
| 6        | Red Bull      | 2010, 2011, 2016, 2022, 2023, 2024                                     |
| 3        | Bugatti       | 1926, 1928, 1929                                                       |

### Po letih
| Leto | Dirkač                | Moštvo                     | Dirkališče      | Poročilo |
| ---- | --------------------- | -------------------------- | --------------- | -------- |
| 2025 | Oscar Piastri         | McLaren-Mercedes           | Catalunya       | Poročilo |
| 2024 | Max Verstappen        | Red Bull Racing-Honda RBPT | Catalunya       | Poročilo |
| 2023 | Max Verstappen        | Red Bull Racing-Honda RBPT | Catalunya       | Poročilo |
| 2022 | Max Verstappen        | Red Bull Racing-RBPT       | Catalunya       | Poročilo |
| 2021 | Lewis Hamilton        | Mercedes                   | Catalunya       | Poročilo |
| 2020 | Lewis Hamilton        | Mercedes                   | Catalunya       | Poročilo |
| 2019 | Lewis Hamilton        | Mercedes                   | Catalunya       | Poročilo |
| 2018 | Lewis Hamilton        | Mercedes                   | Catalunya       | Poročilo |
| 2017 | Lewis Hamilton        | Mercedes                   | Catalunya       | Poročilo |
| 2016 | Max Verstappen        | Red Bull-TAG Heuer         | Catalunya       | Poročilo |
| 2015 | Nico Rosberg          | Mercedes                   | Catalunya       | Poročilo |
| 2014 | Lewis Hamilton        | Mercedes                   | Catalunya       | Poročilo |
| 2013 | Fernando Alonso       | Ferrari                    | Catalunya       | Poročilo |
| 2012 | Pastor Maldonado      | Williams-Renault           | Catalunya       | Poročilo |
| 2011 | Sebastian Vettel      | Red Bull-Renault           | Catalunya       | Poročilo |
| 2010 | Mark Webber           | Red Bull-Renault           | Catalunya       | Poročilo |
| 2009 | Jenson Button         | Brawn-Mercedes             | Catalunya       | Poročilo |
| 2008 | Kimi Räikkönen        | Ferrari                    | Catalunya       | Poročilo |
| 2007 | Felipe Massa          | Ferrari                    | Catalunya       | Poročilo |
| 2006 | Fernando Alonso       | Renault                    | Catalunya       | Poročilo |
| 2005 | Kimi Räikkönen        | McLaren-Mercedes           | Catalunya       | Poročilo |
| 2004 | Michael Schumacher    | Ferrari                    | Catalunya       | Poročilo |
| 2003 | Michael Schumacher    | Ferrari                    | Catalunya       | Poročilo |
| 2002 | Michael Schumacher    | Ferrari                    | Catalunya       | Poročilo |
| 2001 | Michael Schumacher    | Ferrari                    | Catalunya       | Poročilo |
| 2000 | Mika Häkkinen         | McLaren-Mercedes           | Catalunya       | Poročilo |
| 1999 | Mika Häkkinen         | McLaren-Mercedes           | Catalunya       | Poročilo |
| 1998 | Mika Häkkinen         | McLaren-Mercedes           | Catalunya       | Poročilo |
| 1997 | Jacques Villeneuve    | Williams-Renault           | Catalunya       | Poročilo |
| 1996 | Michael Schumacher    | Ferrari                    | Catalunya       | Poročilo |
| 1995 | Michael Schumacher    | Benetton-Renault           | Catalunya       | Poročilo |
| 1994 | Damon Hill            | Williams-Renault           | Catalunya       | Poročilo |
| 1993 | Alain Prost           | Williams-Renault           | Catalunya       | Poročilo |
| 1992 | Nigel Mansell         | Williams-Renault           | Catalunya       | Poročilo |
| 1991 | Nigel Mansell         | Williams-Renault           | Catalunya       | Poročilo |
| 1990 | Alain Prost           | Ferrari                    | Jerez           | Poročilo |
| 1989 | Ayrton Senna          | McLaren-Honda              | Jerez           | Poročilo |
| 1988 | Alain Prost           | McLaren-Honda              | Jerez           | Poročilo |
| 1987 | Nigel Mansell         | Williams-Honda             | Jerez           | Poročilo |
| 1986 | Ayrton Senna          | Lotus-Renault              | Jerez           | Poročilo |
| 1981 | Gilles Villeneuve     | Ferrari                    | Jarama          | Poročilo |
| 1980 | Alan Jones            | Williams-Cosworth          | Jarama          | Poročilo |
| 1979 | Patrick Depailler     | Ligier-Cosworth            | Jarama          | Poročilo |
| 1978 | Mario Andretti        | Lotus-Cosworth             | Jarama          | Poročilo |
| 1977 | Mario Andretti        | Lotus-Cosworth             | Jarama          | Poročilo |
| 1976 | James Hunt            | McLaren-Cosworth           | Jarama          | Poročilo |
| 1975 | Jochen Mass           | McLaren-Cosworth           | Montjuïc        | Poročilo |
| 1974 | Niki Lauda            | Ferrari                    | Jarama          | Poročilo |
| 1973 | Émerson Fittipaldi    | Lotus-Cosworth             | Montjuïc        | Poročilo |
| 1972 | Émerson Fittipaldi    | Lotus-Cosworth             | Jarama          | Poročilo |
| 1971 | Jackie Stewart        | Tyrrell-Cosworth           | Montjuïc        | Poročilo |
| 1970 | Jackie Stewart        | March-Cosworth             | Jarama          | Poročilo |
| 1969 | Jackie Stewart        | Matra-Cosworth             | Montjuïc        | Poročilo |
| 1968 | Graham Hill           | Lotus-Cosworth             | Jarama          | Poročilo |
| 1967 | Jim Clark             | Lotus-Cosworth             | Jarama          | Poročilo |
| 1954 | Mike Hawthorn         | Ferrari                    | Pedralbes       | Poročilo |
| 1951 | Juan Manuel Fangio    | Alfa Romeo                 | Pedralbes       | Poročilo |
| 1935 | Rudolf Caracciola     | Mercedes-Benz              | Lasarte         | Poročilo |
| 1934 | Luigi Fagioli         | Mercedes-Benz              | Lasarte         | Poročilo |
| 1933 | Louis Chiron          | Alfa Romeo                 | Lasarte         | Poročilo |
| 1930 | Achille Varzi         | Maserati                   | Lasarte         | Poročilo |
| 1929 | Louis Chiron          | Bugatti                    | Lasarte         | Poročilo |
| 1928 | Louis Chiron          | Bugatti                    | Lasarte         | Poročilo |
| 1927 | Robert Benoist        | Delage                     | Lasarte         | Poročilo |
| 1926 | Bartolomeo Costantini | Bugatti                    | Lasarte         | Poročilo |
| 1923 | Albert Divo           | Sunbeam                    | Sitges-Terramar | Poročilo |
| 1913 | Carlos de Salamanca   | Rolls-Royce                | Guadarrama      | Poročilo |